# Демократическая партия Сомали
Демократическая партия Сомали — сомалийская политическая партия. Основана в 2010 году Маслахом Мохамедом Сиадом, сыном бывшего президента Сомали Сиада Барре.

## Структура
Структурно Демократическая партия Сомали формируется так же, как и любая другая политическая партия: у неё есть председатель, вице-председатель, генеральный секретарь и другие рядовые члены партии.
По словам вице-председателя Дакане, платформа партии основана на многопартийных выборах. Он призывает избрать наилучшее руководство Сомали путём честных и справедливых выборов.

Наша политическая партия основана не на племенных линиях, а на политических целях и миссиях, в отличие от других партий. ДПС состоит из партнёров и элиты из 18 провинций Сомали без избираний. Также наш веб-сайт чётко определяет нашу политику, политический ландшафт и охват.Оригинальный текст (англ.)Our political party is not based on tribal lines but is based on political objectives and missions unlike other parties. DPS is composed of partners and elites from the 18 province in Somalia indiscriminately. For more information our website clearly defines our policy and political landscape and coverage.

## Штаб-квартира
Помимо штаб-квартиры в Сомали, у партии (по состоянию на 2012 год) есть главный офис в Найроби, а также филиалы в США, Канаде и в некоторых странах Европы.